# 自社制作
自社制作（じしゃせいさく）とは、放送番組の編成用語で、他局からネットワーク中継を受けたり買い取ったりした番組以外の部分、つまり自局で制作した番組のこと。放送局が番組制作会社とプロデューサーを出し合い、合同で制作した番組も指す。
全国ネットの情報番組やニュース番組に内包される、短い時間帯の各局制作部分は「ローカル枠」を参照。

## 概要
日本の放送では東京にある放送局がキー局となって他地域の各局に番組を送ることが一般的になっており（在京キー局の中ではTBSテレビの自社制作比率が高いことが知られる）、関西・中京圏などの準キー局では自社制作が50パーセントを越えているところがあるものの、大部分の地方局では編成の大半が他地域のキー局からの番組で占められ、自社制作の比率は比較的低い傾向にある。
上記3地方や、例外的にそれ以外の地方の放送局が制作し、全国ネットされた番組の例を便宜上このページに一覧する（後述）。

## 地方局制作で全国ネットされた番組
ドラマ
- フジテレビ系火曜日22時→火曜日21時枠（関西テレビ）
- フジテレビ系月〜金曜日13時30分枠→オトナの土ドラ（東海テレビ）
- TBS系月〜金曜日13時30分枠（毎日放送、中部日本放送）
- NHK「中学生日記」（NHK名古屋）
- 木曜ドラマ (読売テレビ)

バラエティ
- フジテレビ系「有吉弘行のダレトク!?」（関西テレビ）
- テレビ朝日系「M-1グランプリ」（朝日放送）
- テレビ朝日系 「新婚さんいらっしゃい!」
- 日本テレビ系「ダウンタウンDX」（読売テレビ）
- 日本テレビ系 「秘密のケンミンSHOW」（読売テレビ）
- TBS系「所さんお届けモノです!」（毎日放送）
- TBS系「旅ずきんちゃん 〜全日本のほほ〜ん女子会〜」（CBCテレビ）
- テレビ東京系「きらきらアフロ」（テレビ大阪）
- テレビ東京系 「乃木坂って、どこ?」→「乃木坂工事中」（テレビ愛知）

アニメ・特撮
- 日本テレビ系月曜日19時→土曜日17時枠（読売テレビ）
- TBS系土曜日18時→日曜日17時枠（毎日放送）
- TBS系「アニメサタデー630」前半枠（毎日放送）
- テレビ朝日系日曜日8時30分枠（朝日放送）

### 過去
- テレビ朝日系日曜日7時枠（メ〜テレ）[2]
- TBS系「世界ウルルン滞在記」（毎日放送）
- 日本テレビ系「サルヂエ」（中京テレビ放送）
- フジテレビ系「発掘!あるある大事典」（関西テレビ）